# McKonkey's Ferry (Antheil)
McKonkey’s Ferry (Washington at Trenton) is een compositie van George Antheil. Het begon aan deze compositie vlak nadat hij Hot-Time dance had voltooid. Inspiratiebron van dit werk voor symfonieorkest was het schilderij De oversteek van Washington over de Delaware van Emanuel Leutze. Met McKonkey’s Ferry stak George Washington op 25 december 1776 de deels bevroren rivier de Delaware over met ongeveer 2400 man, een verrassingsaanval.
Hans Kindler dirigeerde het National Symphony Orchestra op 12 december 1948 in de eerste uitvoering van deze concertouverture met een orkest bestaande uit:
- 3 dwarsfluiten waarvan 1 ook piccolo, 2 hobo’s waarvan 1 ook althobo, 2 klarinetten waarvan 1 ook basklarinet, 2 fagotten waarvan 1 ook contrafagot
- 4 hoorns, 3 trompetten, 3 trombones, 1 tuba
- pauken, 3 man/vrouw percussie, 1 harp
- violen, altviolen, celli, contrabassen

## Discografie
- Uitgave CPO: Radio-Sinfonie-Orchester Frankfurt o.l.v. Hugh Wolff, een opname uit 2001
- Uitgave Naxos: Nationaal Symfonieorkest van Oekraïne o.l.v. Theodore Kuchar